# Teofil Jesionowski
Teofil Jesionowski – polski chemik, inżynier, prof. dr hab. nauk chemicznych, członek korespondent PAN, profesor zwyczajny Instytutu Technologii i Inżynierii Chemicznej Wydziału Technologii Chemicznej Politechniki Poznańskiej, rektor Politechniki Poznańskiej od 2020 roku.

## Życiorys
W 1995 ukończył studia na kierunku technologia chemiczna na Politechnice Poznańskiej. W 1999 obronił pracę doktorską pt. Wysoko zdyspergowane krzemionki otrzymywane w środowisku związków organicznych – napełniacze aktywne polimerów, wykonaną pod kierunkiem prof. Andrzeja Krysztafkiewicza. W 2008 habilitował się na podstawie pracy zatytułowanej Monodyspersyjne sferyczne krzemionki – otrzymywanie, właściwości fizykochemiczne i zastosowanie. W 2013 uzyskał tytuł profesora nauk chemicznych.
Objął stanowisko profesora zwyczajnego w Instytucie Technologii i Inżynierii Chemicznej na Wydziale Technologii Chemicznej Politechniki Poznańskiej, na którym był też prodziekanem. Był również członkiem ministerialnego Zespołu Interdyscyplinarnego do spraw Programu Wspierania Infrastruktury Badawczej w ramach Funduszu Nauki i Technologii Polskiej oraz  przewodniczącym Rady Naukowej Instytutu Włókiennictwa. W 2016 został prorektorem ds. edukacji ustawicznej kadencji 2016–2020 na Politechnice Poznańskiej, a następnie wybrany na rektora tej uczelni na kadencję 2020–2024. W 2020 został członkiem korespondentem PAN. Członek Komitetu Chemii PAN.
W 2017 został odznaczony Złotym Krzyżem Zasługi.